# Philippe Saverys
Philippe Raoul Henri Saverys (Gent, 15 juli 1930 - Antwerpen, 5 februari 2002) was een Belgisch ondernemer, bestuurder en politicus voor de PVV.

## Levensloop
Philippe Saverys was een telg uit een Franstalige Gentse textiel- en verzekeringsfamilie. Hij studeerde in 1952 af als doctor in de rechten aan de Rijksuniversiteit Gent. In 1953 huwde hij met Jeanne Van Damme, dochter van Georges Van Damme en kleindochter van Frans Boel. Het paar kreeg drie kinderen: Marc, Nicolas en Virginie. 
Eind 1953 trad Saverys als adjunct commercieel directeur in dienst van de NV Jos Boel en Zonen (Boelwerf). In 1964 werd hij directeur-generaal en later afgevaardigd bestuurder. In 1969 richtte hij, samen met de families Boel en Van Damme, de familieholding Almabo (Algemene Maatschappij Boel) op. Die omvatte onder andere de Boelwerf en de rederij Bocimar (een joint-venture met de familie Cigrang, eigenaars van Cobelfret). Bocimar ging in de loop van de jaren zeventig over in handen van de Compagnie maritime belge (CMB). In 1981 werd Saverys voorzitter van de raad van bestuur van de Boelwerf in opvolging van zijn schoonvader. Hij diversifieerde de activiteiten van scheepsbouw naar scheepvaart. In datzelfde jaar ontstond Exmar als een dochterbedrijf van Almabo. Dit bedrijf richtte zich op de olie- en gastankerscheepvaart.
In 1991 kocht de holding Almabo, waarvan hij 60% bezat, de meerderheidsparticipatie in CMB over van de Generale Maatschappij en de bank Indosuez. Hij mikte daarbij vooral op het opnieuw verwerven van Bocimar, de droge-bulk afdeling van CMB.
 In de jaren 1980 ging het bergaf met de Boelwerf, mede door de concurrentie van Aziatische scheepswerven en de nagenoeg door de regering verplichte overname van de failliete Cockerill Yards-scheepswerf in Hoboken in 1982, waarbij de Belgische Staat mede-eigenaar werd. Saverys kwam toen vaak (negatief) in het nieuws door harde besparingsmaatregelen en conflicten met de vakbonden. In 1987 trok hij zich terug als bestuursvoorzitter van de werf, hij werd opgevolgd door Luc Luyten.
In 1977 werd Saverys in opvolging van Marc Verhaeghe de Naeyer aangesteld als voorzitter van Fabrimetal. In 1983 werd hij in deze hoedanigheid door Eugène Van Dyck opgevold.. Van 1979 tot 1986 was hij bestuurder van CMB. Op 6 mei 1998 volgde hij Étienne Davignon als voorzitter van CMB op. Davignon volgde hem na zijn overlijden in 2002 ook op.
Hij was ook politiek actief. Hij was jarenlang voorzitter van de PVV in Temse. Tot 1982 was hij gemeenteraadslid. Hij stelde zich bij de gemeenteraadsverkiezingen van 1982 niet langer verkiesbaar ten voordele van zijn echtgenote Jeanne Van Damme.
Saverys overleed in 2002 op 71-jarige leeftijd ten gevolge van kanker.
In Temse is de Philippe Saveryslaan, een straat op de voormalige gronden van de Boelwerf, naar hem vernoemd.